# 出山知樹
出山 知樹（でやま ともき、1969年11月4日 - ）は、NHKのエグゼクティブアナウンサー、映画監督、映画プロデューサー。

## 人物
兵庫県神戸市出身。兵庫県立三木高等学校を経て、金沢大学経済学部卒業後、1992年に入局。

## 嗜好・挿話
- 主に報道番組を歴任し[2]、伊藤博英、末田正雄と並び、テレビとラジオの両方にて正午のニュース担当[3]。2020年度より4度目のNHK広島放送局勤務となった。
- アナウンサーの傍ら、ドラマ・映画の演出、監督としても活動し、番組全体の企画演出を担当したNHK広島放送局開局80年ラジオドラマ「放送を続けよ」（2008年8月6日放送）は、平成20年度文化庁芸術祭ラジオ部門で大賞を受賞、2009年には、原爆の悲劇を描いた短篇映画『運命の背中』を撮影し、映画監督デビューしている。

## 現在の担当番組・業務
- アナウンスグループ統括
- 神戸放送局制作番組編責
- リブラブひょうご（編責・キャスター代行など）
- リブラブひょうご845（不定期）
- ぐるっと関西おひるまえ〜兵庫〜（編責）

## 過去の担当番組
和歌山放送局時代
- 和歌山県の中継・リポート

広島放送局時代（1度目）
- 広島県・中国地方のニュース・中継・リポート

東京アナウンス室時代 （1度目）（2000年度 - 2003年度）
- NHKニュースおはよう日本（2000年8月12日、13日、19日、20日、26日、27日）末田正雄の夏季休暇、平日代理に伴う代行
- 正午ニュース
  - 土曜日　2001年4月 - 2003年3月
  - 土・日　2003年4月 - 2004年3月
- 首都圏ニュース　土・日　2001年4月 - 2004年3月
- NHKニュース9　2002年8月19日 - 30日（畠山智之の休暇に伴う代理）

広島放送局時代（2度目）
- お好みワイドひろしま（キャスター）1度目 2004年4月 - 2010年3月
- 「核と平和」関連番組の進行

東京アナウンス室時代（2度目）（2010年度 - 2014年度）
- NHKニュース 平日22時50分の関東甲信越向けのニュース・気象情報（2010年度、総合テレビ）
- NHKニュース (午前0時)（2010年度、総合テレビ・全国）
- ニュースウオッチ9 ニュースリーダー
- 第22回参議院議員通常選挙 開票速報（2010年7月11日、総合）第三部キャスター
- 吉永小百合 被爆65年の広島・長崎（2010年8月6日、総合）ナレーション
- ハイビジョン特集「近江山河抄～女優　真野響子　白洲正子と往く旅路～」（2010年11月6日、BS-hi）ナレーション
- 神々が降り立った森からのメッセージ～春日大社・祈りの記録～（2011年1月1日、総合）ナレーション
- 仕事学のすすめ 「まちづくりマネジメントはこう行え」（2011年10月、全4回、Eテレ）ナレーション
- NHK BSニュース 平日 17:50 - 21:00（2011年度、BS1）

※2011年4月10日（日曜日）の23:30 - 24:00と11日（月曜日）0:50 - 1:20の時間帯も担当（統一地方選挙関連のニュースによる時間枠拡大）
- プロジェクトWISDOM　司会　土曜 22:00 - 23:50（月1回放送）（2011年度､BS1）
- NHKきょうのニュース：キャスター（祝日を除く月曜 - 金曜）（ラジオ第1・FM）（2012年4月 - 2015年3月）
- ラジオ正午ニュース：キャスター（祝日を除く月曜 - 金曜）（ラジオ第1・FM）（2012年4月 - 2015年3月）
- あの日 わたしは 〜証言記録　東日本大震災〜 （総合テレビ・Eテレ）ナレーション（2012年1月 - 2015年5月）
- 「我は勇みて行かん」～松本幸四郎「ラ・マンチャの男」に夢を追って～　ナレーション（2012年8月26日、総合テレビ）
- 第46回衆議院議員総選挙 開票速報（ラジオ第1・FM）キャスター（2012年12月16日）
- 第23回参議院議員通常選挙　開票速報（ラジオ第1・FM）キャスター（2013年7月21日）
- 第47回衆議院議員総選挙 開票速報（ラジオ第1・FM）第1部キャスター（2014年12月14日）
- シリーズ被爆70年　ヒロシマ復興を支えた市民たち「鯉（こい）昇れ、焦土の空へ」ナレーション（総合テレビ　2014年9月26日・中国地方、2015年2月7日・全国）
- なっとく防災広場（ラジオ第1）（2013年4月 - 2015年3月）
- 安心ラジオ（ラジオ第1）（2014年10月 - 2015年3月）

広島放送局時代 （3度目）
- フェイス（中国地方ローカル）キャスター（2015年4月 - 2016年3月）
- おはよう中国（ラジオ第1）（広島放送局アナウンサー持ち回りの夜勤シフト時の担当）
- お好みワイドひろしま（キャスター）2度目（2016年4月 - 2017年3月）

大阪放送局時代
- ニュースほっと関西（不定期・近田雄一のキャスター代行など）
- ニュース・気象情報 （全国の定時ニュース）（午後2時：大阪局から放送した場合）
- 関西のニュース（土曜正午・18:45など）
- ニュース845～関西のニュースと気象情報～（不定期）
- 2018年7月の平成30年7月豪雨、過去に3度勤務した広島放送局に応援で派遣され、災害情報を中心にローカルニュースを担当した。
- わかやま845（2019年11月25日、2019年11月26日・応援要員）

広島放送局時代（4度目）
- 広島県・中国地方のニュース
- お好みサタデー（ローテーション制）
- お好みサンデー（ローテーション制）
- お好みワイドひろしま（不定期・松尾剛不在時のキャスター代行）
- ラウンドちゅうごく（キャスター：2020年4月3日 - 2022年3月）。（岡山局・山口局・松江局・鳥取局制作分の一部を含む）
- 令和2年広島平和記念式典（広島市原爆死没者慰霊式並びに平和祈念式）（2020年8月6日）進行
- 令和3年広島平和記念式典（広島市原爆死没者慰霊式並びに平和祈念式）（R1：ラジオ第1）（2021年8月6日）進行
- 令和4年広島平和記念式典（広島市原爆死没者慰霊式並びに平和祈念式）（R1：ラジオ第1）（2022年8月6日）進行
- ひるまえ直送便（キャスター、火曜日 - 木曜日：2023年4月5日 - 2024年3月29日）
- コネクト
  - 「ブラフミエ 松江城 国宝の城は“水”のおかげ!?」（2024年3月8日） - ナレーション（河畑達子とともに）

神戸放送局時代

## 監督・プロデューサー作品
- 「運命の背中」（2009年）
- 映画監督 新藤兼人と石内～母の面影～（2012年）※美術監督の部谷京子がプロデュースした、「新藤兼人百年の軌跡」イベント上映用の短篇ドキュメンタリー。
- 「あの夏のライオン」（アニメーション映画：田中渉監督）（2016年）（プロデューサー）
- 「ヒロ子の日記」〜原爆ドーム保存秘話〜（2022年）脚本・監督

## 同期
- 伊藤由紀子、大橋信之、小野文惠、緒方啓三、小笹俊一、加藤謙介、栗田勇人、里匠、三瓶宏志、鈴木理司、高井真理子、高鍬亮、田中秀喜、田淵雅俊、所浩英、鳥海貴樹、中尾晃一郎、中村豊、荷方賢治、野村優夫、福田光男、藤本憲司、堀井洋一、真下貴、本沢一郎、八尋隆蔵、山本美希[5]。